# Josef Spies
Josef Spies (* 23. Juni 1906 in Oberwiesenbach; † 14. März 1985 in Augsburg) war ein deutscher Politiker (CSU).

## Leben und Beruf
Nach dem Besuch der Volksschule und einer Fortbildungsschule absolvierte Spies eine Buchbinderlehre, die er mit der Gesellenprüfung abschloss. Anschließend belegte er in privater Fortbildung kaufmännische Kurse und arbeitete von 1928 bis 1939 als Buchhalter und kaufmännischer Verwalter. Er nahm von 1939 bis 1945 als Soldat am Zweiten Weltkrieg teil und geriet in US-amerikanische Gefangenschaft, aus der er als Schwerkriegsversehrter entlassen wurde.

## Partei
Spies schloss sich 1946 der CSU an und wurde 1961 zum stellvertretenden Vorsitzenden des CSU-Kreisverbandes Kaufbeuren gewählt.

## Abgeordneter
Spies war seit 1946 Kreistagsmitglied des Kreises Kaufbeuren. Dem Deutschen Bundestag gehörte er seit dessen erster Wahl 1949 bis 1965 an. Er vertrat den Wahlkreis Kaufbeuren, für den er stets direkt gewählt wurde. Von Oktober 1963 bis 1965 war er stellvertretender Vorsitzender des Petitionsausschusses des Bundestages.
Vom 4. August 1969, als er für den tödlich verunglückten Abgeordneten Konstantin Prinz von Bayern nachrückte, bis zum Ende der Legislaturperiode im Herbst des Jahres war er noch einmal kurzzeitig Mitglied des Bundestages. In dieser Zeit fand aber keine Sitzung mehr statt.

## Öffentliche Ämter
Spies amtierte von 1945 bis 1951 als Bürgermeister der Gemeinde Emmenhausen. Von 1948 bis 1951 war er stellvertretender Landrat des Kreises Kaufbeuren.

## Ehrungen
- 1963: Bayerischer Verdienstorden
- 1965: Großes Verdienstkreuz der Bundesrepublik Deutschland